# Alcool dénaturé

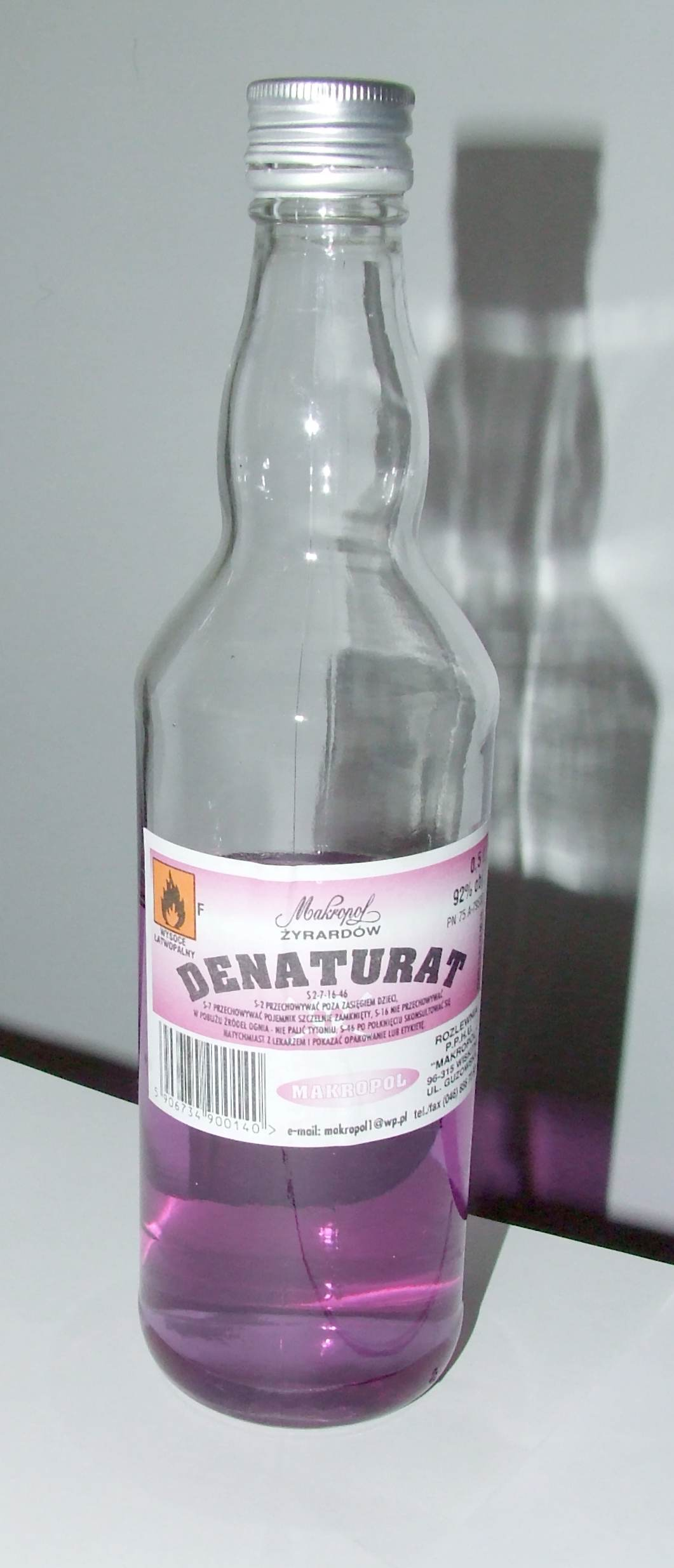
Une bouteille d'alcool dénaturé de fabrication polonaise.

Pour les articles homonymes, voir alcool.
L'alcool dénaturé est généralement de l'alcool éthylique auquel est ajouté un dénaturant pour rendre le mélange impropre à la consommation alimentaire. Le processus de transformation est appelé « dénaturation », mais il ne s'agit pas d'une dénaturation au sens biochimique du terme.
Il peut aussi y avoir un peu de colorant jaune pour différencier l'alcool modifié de l'alcool pur, qui pourrait être utilisé pour la préparation artisanale de boissons.
Divers alcools spécialement dénaturés (SD) sont utilisés comme ingrédients cosmétiques dans une grande variété de produits.

## Dénaturants
Plusieurs dénaturants ont été ou peuvent encore être utilisés, dont :
- le méthanol
- le phtalate de diéthyle
- le thiophène
- le camphre
- le diéthyléther
- l'alcool isopropylique
- l'alcool tert-butylique[1]
- le salicylate de sodium[1]
- le salicylate de méthyle[1]
- la brucine[1]
- le sulfate de brucine[1]
- le benzoate de dénatonium (composé très amer)[1]
- la quassine (alcaloïde très amer (effet désagréable au goût dès 10 ppm) extrait du bois de Quassia amara, qui est toxique (utilisé comme répulsif et insecticide)[1]
- ou encore des condensats de gaz naturels (une sorte de pétrole léger).

Certains de ces dénaturants (brucine, sulfate de brucine, benzoate de dénatonium et quassine) ont été utilisés sans avoir jamais fait l'objet d'une étude de risque toxicologique à court, moyen et long terme (par exemple la quassine n'avait pas fait l'objet d'étude de toxicité aiguë). Or, seuls ou en synergies avec l'alcool, l'éthanol ou d'autres produits, ils peuvent parfois franchir la barrière de la peau ou être inhalés et avoir des effets biologiquement significatifs. En 2008, un groupe d'experts a conclu que les données disponibles ne permettent pas de garantir la sûreté toxicologique des alcools dénaturés avec la quassine, brucine et/ou le sulfate de brucine. Le même groupe a aussi conclu que les données manquaient pour garantir qu'il n'y a pas de pénétration cutanée du benzoate de dénatonium utilisé dans certains cosmétiques. La quassine se montre toxique, notamment pour les testicules et en tant que perturbateur endocrinien.

## Alcool modifié
C'est celui qui est aujourd'hui vendu en pharmacie ou en grande distribution. Il est constitué d'éthanol à 80 ou 90 % auquel du camphre est ajouté en guise de dénaturant et est coloré en jaune par de la tartrazine. Il existe également une formulation à 70 % colorée en bleu. Le camphre, toxique à forte dose, provoque des vomissements.
Désormais, les fabricants d'alcool modifié ont revu le processus de modification : à l'alcool pur (éthanol) sont désormais ajoutés d'une part d'autres alcools ; alcools butylique et isopropylique (environ 6 à 7%) ce à quoi le fabricant n'hésite pas à ajouter du 1-butanol. Par souci de rigueur dans la formulation, ces ajouts font que l'alcool est plus dénaturé que modifié. Selon les marques, les ajouts varient mais l'alcool modifié le plus courant contient du camphre et de la tartrazine.

## Alcool ménager
L'alcool à brûler sert à alimenter les réchauds à alcool notamment (utilisation pour les réchauds à fondue). Il est constitué d'un mélange d'alcool éthylique (pour 90 %) et de méthanol (de 5 à 10 %) servant de dénaturant. Le méthanol est hautement toxique ; sa consommation provoque la cécité et il peut être mortel à des doses plus élevées. L'alcool ménager est de l'éthanol quasi pur à 95 %, dénaturé pour ne pas être bu, et destiné à l'entretien ménager. Les industriels peuvent le parfumer pour en rendre l'utilisation agréable.